# رقيب الشمس رمحي الأوراق
رقيب الشمس رمحي الأوراق (باللاتينية: Heliotropium linearifolium) نوع نباتي يتبع جنس رقيب الشمس من الفصيلة الحِمحِمية.
موطنه المشرق العربي واليونان وجنوب غرب تركيا.

## الوصف النباتي
نبات حولي قائم. أوراقه عادة ذات عروق غائرة في الوجه العلوي وبارزة في الوجه السفلي، والنورة انتهائية عنقودية ملتفة على شكل ذنب العقرب، والأزهار غالباً لاطئة، تتفتح في الربيع. والثمرة بنيدقة (بالإنجليزية: Nutlet)‏. النبات سام.